# Karim Saoula
Karim Saoula, né le 19 mai 1975 à Oran, est un footballeur international algérien. Il évoluait au poste de gardien de but. 
Il compte une sélection en équipe nationale en 2000.

## Biographie
Karim connaît sa seule sélection en équipe nationale A d'Algérie le 8 décembre 2000 face à la Roumanie. Ce gardien formé à l'ASM Oran, fait tour à tour plusieurs clubs dont le MC Oran, le WA Tlemcen, puis encore l'ASM Oran, le MC Alger, avant de signer à l'USM Alger, avant de passer quatre ans à la JSM Béjaia.

## Palmarès
- Vice-champion d'Algérie en 1997 avec le MC Oran.
- Vainqueur de la coupe arabe des vainqueurs de coupe en 1997 et 1998 avec le MC Oran.
- Vainqueur de la coupe d'Algérie en 2008 avec la JSM Béjaia.
- Finaliste de la coupe nord-africaine des vainqueurs de coupe en 2008 avec la JSM Béjaia.